# Pennefather River
Pour les articles homonymes, voir Pennefather.
La Pennefather ou Pennefather River dans le Queensland, en Australie, est un fleuve côtier situé au nord-ouest de la péninsule du cap York. Il mesure environ 11 km de long et peut atteindre 2 km de large. Il se jette dans le golfe de Carpentarie.

## Histoire
C'est un des plus importants sites historiques d'Australie, car c'est probablement l'endroit où, en 1606, le bateau néerlandais Duyfken, commandé par Willem Janszoon, après un voyage  aux Indes orientales néerlandaises, a fait le premier mouillage authentifié d'un navire européen sur le sol australien.
Les dénominations européennes attribuées dans l'ancien temps à la rivière Pennefather sont confuses. Malheureusement, le journal de bord de Duyfken n'a pas été retrouvé depuis le début du XVIIe siècle et les informations sur le voyage et les lieux visités ne peuvent être obtenues qu'à partir de documents et de cartes plus tardifs. Dans un document trouvé à la Bibliothèque nationale autrichienne à Vienne, qui est un copie de la carte originale de Duyfken, on retrouve avec une étonnante précision les grandes lignes des côtes nord-ouest de la péninsule du cap York. La rivière maintenant connue sous le nom de Pennefather River y figure clairement et le cartographe lui avait donné le nom de Revier met het Bosch qui signifie rivière bordée d'arbres et de broussailles, se référant probablement aux filaos qui bordent son embouchure.
Par la suite, un autre explorateur néerlandais, Jan Carstenszoon, qui se trouvait dans la région en 1623, a donné le nom de Coen River à une rivière légèrement plus au sud. Le géologue Robert Logan Jack, qui a examiné l'historique des noms de rivière en 1921 dans son histoire de la péninsule du cap York, est parvenu à la conclusion que la rivière Coen de Carstenzoon était en fait la Norman Creek un cours d'eau qui se jette dans le golfe de Carpentarie environ quatre kilomètres au sud de False Pera Head. Plus tard, des recherches de Günter Schilder suggèrèrent que la rivière est maintenant connue sous le nom d'Archer et se jette dans le golfe juste au sud d'Aurukun. Carstenszoon semble avoir négligé, ou n'avoir pas repéré, l'actuelle Pennefather.
Carstenzoon était passé devant l'embouchure d'un grand cours d'eau qu'il avait appelé la Carpentier River, probablement devant l'actuel Port Musgrave avec la rivière Wenlock (en).
Abel Tasman navigua le long de la côte ouest de la péninsule du cap York en 1644 et cartographia la rivière Coen sous le nom de Prince River et Matthew Flinders qui explora le fleuve Pennefather le 7 novembre 1802, affirma que, selon la carte néerlandaise qu'il utilisait, la Pennefather était le Coen et désormais les cartes géographiques de la région lui ont donné ce nom.
En 1880, le capitaine Charles Edward de Fonblanque Pennefather, aux commandes de la goélette Pearl armée par le gouvernement du Queensland, se mit en route depuis l'île Thursday pour explorer la côte et les cours d'eau sur la partie orientale du golfe de Carpentarie. Il remonta avec une baleinière la rivière Coen puis navigua vers le sud jusqu'à la rivière Archer puis revint à la Carpentier River. Il s'aperçut qu'il y avait deux rivières Coen dans la région occidentale du cap: la Coen de Flinders et la Coen du Sud qui naissait dans les montagnes de l'est et se jetait dans la rivière Archer. En 1894, la rivière Coen a été rebaptisée Pennefather afin d'éviter toute confusion avec la Coen du Sud et la Coen du Sud a été rebaptisée la Coen River.
Toutefois, les cartes du Golfe de Carpentarie de l'Amirauté britannique ont gardé le nom "Coen" pour la Pennefather jusque dans les années 1960, peut-être parce que l'amirauté n'avait pas été informée de la modification par le gouvernement du Queensland. Finalement, un certain nombre de noms de lieux à l'ouest de la péninsule du cap York dont les noms variaient suivant les cartes ont été rebaptisés officiellement pour des raisons d'uniformité et le nom de "rivière Pennefather" figure maintenant dans  l'Australia Pilot de 1967.